# 阿卡迪亚人
阿卡迪亚人（法語：Acadiens，欧洲法语发音：[akadjɛ̃], 阿卡迪亚法语发音：[akad͡zjɛ̃]）是17世纪定居于阿卡迪亚的法国殖民者的后裔，其中许多是梅蒂人（早期法国殖民者与原住民的混血儿）。该殖民地位于现今加拿大东部的海洋省份（新斯科舍、新不伦瑞克和爱德华王子岛）、魁北克局部以及现今美国缅因州至肯尼贝克河部分。尽管现在绝大多数阿卡迪亚人和魁北克人是说法语的加拿大人，但阿卡迪亚是一个明显不同的新法兰西殖民地，它在地理上和行政上与加拿大的法国殖民地（今天的魁北克）分隔，其结果是阿卡迪亚人和魁北克人发展出了各自不同的历史和文化，他们也发展出了有些许差别的法语。法兰西学院肩负着维护法语官方语言地位的使命，自从阿卡迪亚人与学院的联系被分隔，他们使用的法语独立演化，也因此阿卡迪亚人所使用的法语保留了一些在法国已经遗失的17世纪法语元素。那些后代成为了阿卡迪亚人的法国移民来自法国的各个区域，但主要来自于城市。